# سنباد
سنباد زرتشتی که اعراب او را با نام سنباد مجوسی می‌شناسند (مقتول به سال ۱۳۸ ه. ۱۳۹ ق. - ۷۵۵ یا ۷۵۶ میلادی) پس از قتل ابومسلم در ری و نیشابور به خونخواهی وی علیه خلیفه عباسی منصور قیام کرد. او از اشراف ایرانی بود و «فیروزاسپهبد» خوانده می‌شد، از پروردگان ابومسلم، و اهل دهکده آهن (یا اهروانه) نیشابور بود. او به گمان زیاد متعلق به خاندان باستانی کارن بوده است که یکی از هفت خاندان بزرگ ایران باستان بودند. خراسان قلمرو کارنیان بود، اما در نبرد نیشابور در جریان حمله اعراب به ایران، آنان قلمرو خود را از دست داده و بسیاری از اشراف کارنی مجبور به عقب‌نشینی به طبرستان شدند، جایی که شاخه ای از این خاندان (خاندان قارنوند) توانسته بودند در برابر تهاجم اعراب مقاومت کنند. سنباد آیین جدیدی نیاورد و معروف به مجوس بود و چگونگی اعتقاد او به ابومسلم به روشنی دانسته نیست، با این وجود عده‌ای بسیار از پیروان ادیان و مذاهب مختلف تحت لوای او جمع شدند. واژه مجوس از طرف اعراب به تمامی پیروان ادیان ایرانی پیش از اسلام گفته می‌شد و در اینجا به احتمال زیاد به معنای پیرو یکی از شعبه‌های منشعب از دین مزدک و نه در معنای سنتی دین زرتشتی به کار برده شده است.
پس از سرنگونی دستگاه خلافت اموی به دست ابومسلم و برقراری خلافت عباسیان در بغداد، نفوذ و قدرت ابومسلم در خراسان باعث هراس دومین خلیفه عباسی، المنصور، شد و به دستور خلیفه ابومسلم در بغداد فروگرفته شد. اهمیت ابومسلم به‌عنوان حلقه اتصال زنده حکومت مرکزی‌ای که در شرف پیدایی بود و ولایت خراسان که تامین‌کننده اصلی قدرت نظامی این حکومت بود هنگامی آشکار گردید که خراسان به دنبال قتل او دستخوش شورش‌های پیاپی شد. نخستین این شورش‌ها، طغیان سنباد در سال ۱۳۸ ه‍.ق - ۷۵۵ میلادی بود.
طغیان غیرمسلمانان به خون‌خواهی سرداری مسلمان بیانگر قدرت و نفوذ ابومسلم در منطقه بود. سنباد هفتاد روز پس از برافراشتن علم طغیان بر ضد عباسیان کشته شد. اما نهضت وی مردم بسیاری را زیر پرچم خود گرد آورد. همچنین جنبش سنباد به تشکیل یک سازمان دینی مخفیانه برضد عباسیان به نام بومسلمیه که سال‌ها به پرورش احساسات ضد عباسیان می‌پرداخت کمک کرد. سندباد با حرکت از نیشابور، قومس، ری و قم را متصرف شد و گروهی بسیار از مزدکیان و مجوسان طبرستان گرد او جمع شدند. سنباد در ری با کمک جمعی که به وی پیوسته بودند موفق به اعدام فرمانروای ری شد. با پادشاه طبرستان، اسپهبد خورشید، رابطهٔ دوستانه برقرار کرد و بدین‌گونه از نیشابور تا طبرستان اجتماع را به‌شدت متشنج ساخت.
عده اتباع او را حدود ۱۰۰ هزار تن نوشته‌اند. شورش او فقط ۷۰ روز طول کشید و در این مدت فتوحات بسیار کرد. عاقبت یکی از سرداران منصور خلیفه به نام جمهور بن مرار عجلی او را در نزدیکی همدان شکست داد و ۶۰ هزار تن از اتباع او را به قتل رسانید . این جنگ در صحرای بین ری و همدان اتفاق افتاد و گویند آمار کشته شدگان سپاه سنباد به حدی بود که تا سال ۳۰۰ ق/ ۹۱۲ م، استخوان‌های کشته شدگان در آن مکان باقی‌مانده بود. سنباد خود از اسپهبد خورشید پناه خواست و به این ترتیب روی به طبرستان نهاد. اما طوس، پسر عموی اسپهبد که از جانب او با ساز، مرکب، آلات و هدایا به استقبال سنباد رفته بود به خاطر بی حرمتی‌ای که در رفتار سنباد احساس می‌کرد او را کشت. و بدین گونه جنبش سنباد شکست خورد و پایان یافت.